# Paro agrario de India de 2020-2021
La protesta de los agrarios de la India de 2020-2021 es una protesta en curso contra las tres leyes agrícolas aprobadas por el Parlamento de la India en septiembre de 2020. 
Estas leyes pretenden relajar las regulaciones que rigen la venta, el precio y el almacenamiento de los alimentos agrícolas en el país, mermando los generosos subsidios que da a los agricultores, con la intención de reducir los incentivos a cultivos asociados con un alto consumo de agua y contaminación ambiental. Estas leyes viene significando la apertura del mercado agrícola, poniendo así fin al proteccionismo histórico que brindó el gobierno al sector agrícola. Sin embargo, estos mercados abiertos son controlados por intermediarios que suelen tomar gran cantidad de las ganancias de las ventas, en un país en el cual la mitad de la población trabaja en la agricultura pero este sector solo representa una sexta parte del PIB.
Muchos sindicatos de agricultores se refieren a las leyes como «leyes contra los agricultores» y los grupos políticos de oposición también dicen que dejaría a los agricultores a «merced de las empresas». Sin embargo, el gobierno sostiene que permitirá a los agricultores vender sus productos directamente a grandes compradores y ha dicho que las protestas se basan en la desinformación.
Poco después de la promulgación de las leyes, los sindicatos comenzaron a organizar protestas locales, principalmente en el Punyab. Después de dos meses de protestas, los sindicatos de agricultores, especialmente en Punyab y Rayastán, lanzaron un movimiento llamado Dilhi Chalo («Vayamos a Delhi»), en el que decenas de miles de miembros de sindicatos de agricultores están marchando hacia la capital. El gobierno indio ordenó a la policía y a las fuerzas del orden de varios estados que ataquen a los sindicatos de agricultores utilizando cañones de agua, porras y gases lacrimógenos para evitar que los sindicatos de agricultores entren primero en Haryana y luego en Delhi. El 26 de noviembre se llevó a cabo una huelga general a nivel nacional en la que participaron alrededor de 250 millones de personas en apoyo de los sindicatos de agricultores. El 30 de noviembre, India Today estimó que entre 200 000 y 300 000 agricultores convergen en Delhi en varios puntos al otro lado de la frontera.
Más de 50 sindicatos de agricultores están participando en la protesta, mientras que el gobierno indio dice que algunos sindicatos están hablando a favor de las leyes agrícolas. Los sindicatos del transporte, que representan a más de 14 millones de camioneros, se han pronunciado a favor de los sindicatos de agricultores y amenazan con cortar la circulación de mercancías en algunos estados. Después de que el gobierno se negó a aceptar las demandas de los sindicatos de agricultores durante las conversaciones del 4 de diciembre, los sindicatos de agricultores planearon intensificar la acción con una nueva huelga en toda la India el 8 de diciembre de 2020. El gobierno propone hacer algunas enmiendas a la leyes, pero los sindicatos exigen su derogación. A partir del 12 de diciembre, los sindicatos de agricultores tomaron el control de las estaciones de peaje de la autopista de Haryana y autorizaron la libre circulación de vehículos. A mediados de diciembre, la Corte Suprema de India recibió una serie de peticiones relacionadas con la eliminación de los bloqueos creados por los manifestantes en Delhi. La Corte también tiene la intención de avanzar en las negociaciones con los distintos órganos de los sindicatos campesinos manifestantes. También pide al gobierno que suspenda las leyes, lo que rechaza. El 4 de enero de 2021 registró el primer recurso interpuesto a favor de los agricultores manifestantes. El 30 de diciembre el gobierno indio aceptó dos de las demandas de los agricultores; se excluyó a los agricultores de una ordinanza ambiental y se eliminaron secciones de una propuesta de ley sobre el sector eléctrico.
El 8 de enero, una huelga general paralizó el país, reunió a 10 de los 11 sindicatos más grandes del país y hasta 250 millones de huelguistas, lo que podría ser la manifestación más grande de la historia. El 12 de enero, luego de dos meses de protestas, la Corte Suprema suspendió las reformas. Sin embargo, el movimiento campesino se niega a dispersarse y sigue exigiendo el retiro absoluto de las leyes en cuestión, lo que el gobierno rechaza.
El 26 de enero, al término de una gran jornada de manifestaciones en la capital, las autoridades rompieron el diálogo con los sindicatos, cortaron Internet en Delhi y lanzaron una serie de denuncias contra los principales líderes del movimiento campesino, pero también contra figuras de la oposición. La red social Twitter está bloqueando a pedido del gobierno varios cientos de cuentas pertenecientes a revistas, agricultores y figuras públicas que se oponen a las reformas agrarias. La ONG Reporteros sin Fronteras describe esta medida como "un caso impactante de censura evidente". Para la Internet Freedom Foundation, "las medidas tomadas por el gobierno son desproporcionadas y muestran un aumento alarmante de la censura".
El movimiento ambiental Fridays for Future, fundado como parte de las marchas climáticas internacionales, fue blanco de la represión en febrero por haber compartido en las redes sociales un llamado a apoyar las manifestaciones de los campesinos. Disha Ravi, figura emblemática del grupo, es detenido por la policía, que lo acusa de haber participado en una “conspiración criminal” destinada a “lanzar una guerra económica, social y cultural en India”.
En marzo, el costo de la educación también fue elevado por los manifestantes, quienes organizaron Mahapanchayat (asambleas populares que reúnen a varios municipios). Al 1 de febrero, unos 150 manifestantes habían muerto durante las protestas. Entre ellos, decenas de agricultores murieron congelados en campamentos improvisados. En marzo, el movimiento se extiende a todo el cuerpo social. Mahapanchayats, asamblea de democracia directa se organizan en todo el país. Se organiza una manifestación a gran escala el 21 de marzo, con una marcha a Delhi.